# Stann Creek Railway
| Stann Creek Railroad beim Steinbruch am Maccaroni Hill |                           |                                                   |                                                   |
| Streckenlänge: | 40,2 km                   |                                                   |                                                   |
| Spurweite: | 914 mm (engl. 3-Fuß-Spur) |                                                   |                                                   |
| |                           |                                                   |                                                   |
| \| \| km (mi) \| \| \| \| \| 0.0 (0) \| Commerce Bight Eröffnet am 17. Oktober 1908 \| Commerce Bight Eröffnet am 17. Oktober 1908 \| \| \| 14,8 (9¼) \| Hope Creek Eröffnet am 17. Oktober 1908 \| Hope Creek Eröffnet am 17. Oktober 1908 \| \| \| 24,5 (15¼) \| Macccaroni Hill, Pomona Eröffnet am 17. März 1909 \| Macccaroni Hill, Pomona Eröffnet am 17. März 1909 \| \| \| 30,0 (18) \| Valley Community Eröffnet am 4. März 1910 \| Valley Community Eröffnet am 4. März 1910 \| \| \| 40,2 (25) \| Middlesex Eröffnet am 31. März 1911 \| Middlesex Eröffnet am 31. März 1911 \| |                           |                                                   |                                                   |
| | km (mi)                   |                                                   |                                                   |
| Kopfbahnhof Streckenanfang (Strecke außer Betrieb) | 0.0 (0)                   | Commerce Bight Eröffnet am 17. Oktober 1908       | Commerce Bight Eröffnet am 17. Oktober 1908       |
| Bahnhof (Strecke außer Betrieb) | 14,8 (9¼)                 | Hope Creek Eröffnet am 17. Oktober 1908           | Hope Creek Eröffnet am 17. Oktober 1908           |
| Bahnhof (Strecke außer Betrieb) | 24,5 (15¼)                | Macccaroni Hill, Pomona Eröffnet am 17. März 1909 | Macccaroni Hill, Pomona Eröffnet am 17. März 1909 |
| Bahnhof (Strecke außer Betrieb) | 30,0 (18)                 | Valley Community Eröffnet am 4. März 1910         | Valley Community Eröffnet am 4. März 1910         |
| Kopfbahnhof Streckenende (Strecke außer Betrieb) | 40,2 (25)                 | Middlesex Eröffnet am 31. März 1911               | Middlesex Eröffnet am 31. März 1911               |

Die Stann Creek Railway  war eine 1908 bis 1938 betriebene 40 Kilometer lange Schmalspurbahn von der Commerce Bight nach Middlesex in Belize.

## Vorgeschichte
Das British Honduras Syndicate eröffnete 1892 eine von Maultieren gezogene Eisenbahn von ihrer Hauptgeschäftsstelle in Melinda zur Sacred Heart Church an der Pier in Stann Creek Town, die sich als nützlich erwies.

## Bau
Die über britische Anleihen finanzierte Strecke wurde von der Kolonialregierung mithilfe von insbesondere aus Jamaika eingewanderten Arbeitern für einen weit über dem Budget liegenden Gesamtpreis von 846.140 B.H.$ oder etwa 123.000 £ errichtet, was inflationsbereinigt heute etwa 15 Millionen Euro entspricht. Sie hatte eine Spurweite von 914 mm (3 Fuß) wurde abschnittsweise vom 17. Oktober 1908 bis 31. März 1911 eröffnet. Sie führte auf einigen Umwegen durch die Bananenplantagen an der Melinda Road und der Old Mullins River Road. Die Brücken waren als Stahlbrücken mit Betonfundamenten ausgeführt.

## Betrieb
Für den Betrieb wurden vier mit Kohle befeuerte Dampflokomotiven eingesetzt. Sie waren in Hope Creek, bei Meile 15, bei Meile 21 und in Middlesex stationiert.

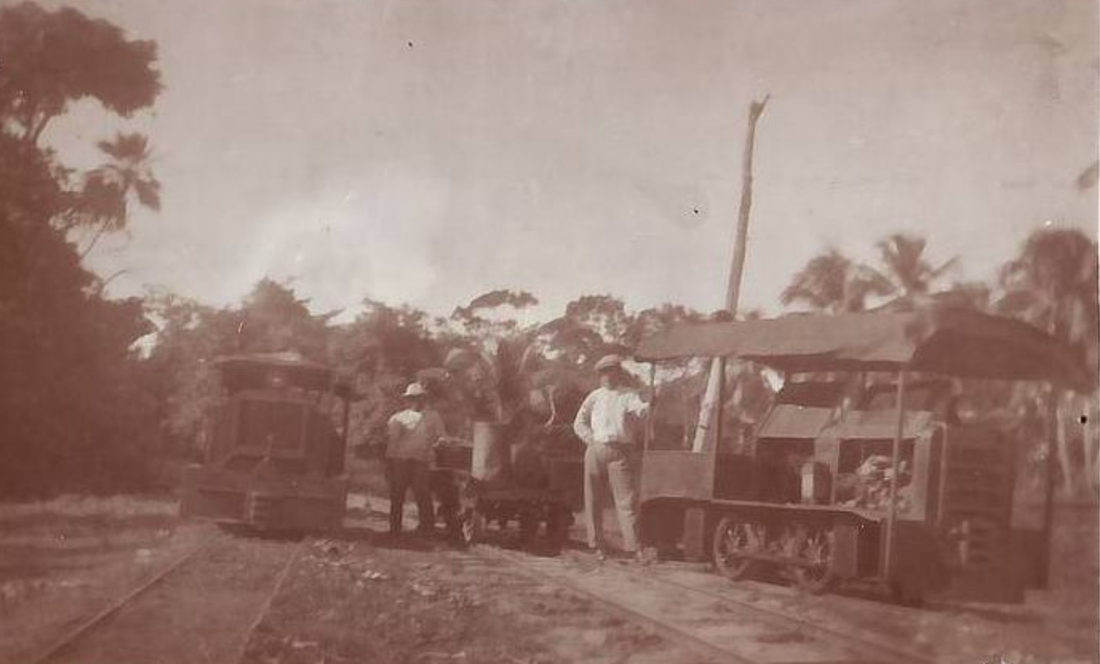
Diesellokomotiven in einer Bananenplantage

Nachdem die Bananenproduktion 1924 auf 5000 Büschel pro Woche reduziert worden war und die United Fruit Company den Betrieb einstellte, beschaffte die Regierung zwei Diesel-Rangierlokomotiven, die die gesamte Strecke mit 13 km/h (8 mph) bewältigen konnten.
Ab 1925 nutzte die in den Vereinigten Staaten ansässige Tidewater Lumber Company die Bahnstrecke, um Mahagoni-Holz von Middlesex zur Pier in Commerce Bight für die Verschiffung in die Vereinigten Staaten von Amerika zu transportieren. Nach dem Niedergang der Holzindustrie im Stann Creek Valley 1929 wurde die Eisenbahn in den 1930er Jahren noch für den Personenverkehr verwendet. Die United Fruit Company benutzte die Stann Creek Railway bis 1937. Die Gleise wurde 1938 abgebaut und an anderen Orten in Belize sowie in Jamaika wiederverwendet.